# Esperança (Paraíba)
Esperança é um município brasileiro localizado no estado da Paraíba, na região do Agreste paraibano. Conhecida carinhosamente como o "Lírio Verde da Borborema", a cidade está situada na microrregião do Brejo Paraibano, a cerca de 140 km da capital, João Pessoa. Fundada em 1º de dezembro de 1925, Esperança tem uma rica história ligada à agricultura, com destaque para a cultura do algodão, que impulsionou sua economia no passado. Atualmente, o município também é conhecido pela produção de artesanato, especialmente em renda, e por sua forte tradição cultural, com festas populares como o São João e a Festa da Padroeira, Nossa Senhora do Bom Conselho. Esperança combina o charme do interior com uma vibrante vida comunitária, marcada pela hospitalidade de seu povo e pela beleza natural da região serrana da Borborema.

## História
A história de Esperança, na Paraíba, começa com os índios Cariris, da tribo Banabuyê, que viviam na região e construíram um reservatório de água, o Tanque do Araçá. Os portugueses, liderados pelo colono Marinheiro Barbosa, chegaram, expulsaram os indígenas e se estabeleceram. Marinheiro construiu sua casa onde hoje é o bairro Beleza dos Campos, mas acabou abandonando o lugar. Anos depois, três irmãos portugueses – Antônio, Laureano e Francisco Diniz – se instalaram na área que hoje é a Avenida Manoel Rodrigues, a principal da cidade.
O povoado inicialmente foi chamado de Banabuyê, em homenagem à tribo indígena. Em 1860, Frei Venâncio, o primeiro missionário católico da região, fundou uma capela no local onde hoje está a Igreja Matriz, possivelmente financiada por uma senhora como promessa contra um surto de cólera. Essa capela, que mais tarde foi ampliada, marcou o início da influência religiosa na região. Em 1872, o nome mudou para Boa Esperança e, depois, para Esperança.
A cidade foi emancipação em 1º de dezembro de 1925, separando-se de Alagoa Nova, com Manoel Rodrigues de Oliveira como primeiro prefeito. Dois distritos, Areial (1961) e Montadas (1963), se tornaram municípios próprios. Hoje, além da sede, Esperança tem os distritos de Massabielle, São Miguel e Pintado. Em 2021, a população era de cerca de 33 mil habitantes.
Esperança cresceu ao redor de um reservatório de água e da fé, com uma história marcada pela mistura de culturas indígenas, colonização portuguesa e religiosidade, que ainda define o espírito esperançoso da cidade e de seus moradores, chamados esperancenses.

## Cultura
A cultura de Esperança é um tecido rico de festividades tradicionais, devoção religiosa, engajamento comunitário em espaços públicos e um apoio governamental proativo às expressões artísticas. O São João é o evento mais proeminente, mas o compromisso da cidade em promover um ambiente cultural diversificado é evidente em suas várias iniciativas e na participação ativa de seus cidadãos.

## Clima
O clima em Esperança, é Tropical Chuvoso com verão seco (As), característico do Agreste. A temperatura média anual é de 23°C, com verões quentes (até 31°C) e invernos mais amenos (mínimas de 18°C). As chuvas são concentradas entre abril e julho, com média de 800 mm/ano, mas há irregularidade na distribuição, refletindo a transição para o semiárido. O tempo é geralmente abafado e com ventos fortes.

## Vegetação
A vegetação predominante em Esperança, é a Caatinga, um bioma exclusivamente brasileiro adaptado ao clima semiárido.
A Caatinga na região de Esperança é uma área de transição no Agreste paraibano, apresentando plantas xerófilas (adaptadas à seca), como árvores e arbustos retorcidos e espinhosos que perdem as folhas na estação seca. Espécies comuns incluem mandacaru, xique-xique, catingueira, jurema-preta, umbuzeiro e marmeleiro.
Além da Caatinga, a paisagem é marcada por afloramentos rochosos, que abrigam uma flora específica adaptada a essas condições. A localização no Agreste também pode trazer influências de outras formações, como a Mata Úmida de Altitude, em áreas mais úmidas. É importante notar que a vegetação local também sofre impactos devido às atividades humanas.

## Hidrografia
A hidrografia de Esperança, é marcada principalmente por estar inserida na bacia do Rio Mamanguape, com algumas áreas contribuindo para as bacias do Rio Araçagi e Rio Curimataú.
Os cursos d'água na região são, em sua maioria, intermitentes, ou seja, secam durante períodos de estiagem e fluem apenas na época das chuvas. O abastecimento de água do município é feito por meio de açudes, como o Açude Vaca Brava I,II e Nova Camará, que são fontes importantes para a cidade. A gestão desses recursos hídricos é feita por órgãos estaduais e federais.

## Geografia
O município de Esperança está inserido na área geográfica do semiárido brasileiro. Essa delimitação, estabelecida em 2005 pelo Ministério da Integração Nacional, considera o índice pluviométrico, o índice de aridez e o risco de seca como critérios para sua definição.
| Dados climatológicos para Esperança   | Dados climatológicos para Esperança | Dados climatológicos para Esperança | Dados climatológicos para Esperança | Dados climatológicos para Esperança | Dados climatológicos para Esperança | Dados climatológicos para Esperança | Dados climatológicos para Esperança | Dados climatológicos para Esperança | Dados climatológicos para Esperança | Dados climatológicos para Esperança | Dados climatológicos para Esperança | Dados climatológicos para Esperança | Dados climatológicos para Esperança |
| Mês                                   | Jan                                 | Fev                                 | Mar                                 | Abr                                 | Mai                                 | Jun                                 | Jul                                 | Ago                                 | Set                                 | Out                                 | Nov                                 | Dez                                 | Ano                                 |
| ------------------------------------- | ----------------------------------- | ----------------------------------- | ----------------------------------- | ----------------------------------- | ----------------------------------- | ----------------------------------- | ----------------------------------- | ----------------------------------- | ----------------------------------- | ----------------------------------- | ----------------------------------- | ----------------------------------- | ----------------------------------- |
| Precipitação (mm)                     | 44,6                                | 57                                  | 87,9                                | 101,7                               | 98,8                                | 110,2                               | 100                                 | 56,1                                | 26,1                                | 11,6                                | 13,1                                | 20,7                                | 727,7                               |
| Fonte: Atlas Pluviométrico da Paraíba |                                     |                                     |                                     |                                     |                                     |                                     |                                     |                                     |                                     |                                     |                                     |                                     |                                     |

| Dados climatológicos para Esperança (São Miguel) | Dados climatológicos para Esperança (São Miguel) | Dados climatológicos para Esperança (São Miguel) | Dados climatológicos para Esperança (São Miguel) | Dados climatológicos para Esperança (São Miguel) | Dados climatológicos para Esperança (São Miguel) | Dados climatológicos para Esperança (São Miguel) | Dados climatológicos para Esperança (São Miguel) | Dados climatológicos para Esperança (São Miguel) | Dados climatológicos para Esperança (São Miguel) | Dados climatológicos para Esperança (São Miguel) | Dados climatológicos para Esperança (São Miguel) | Dados climatológicos para Esperança (São Miguel) | Dados climatológicos para Esperança (São Miguel) |
| Mês                                              | Jan                                              | Fev                                              | Mar                                              | Abr                                              | Mai                                              | Jun                                              | Jul                                              | Ago                                              | Set                                              | Out                                              | Nov                                              | Dez                                              | Ano                                              |
| ------------------------------------------------ | ------------------------------------------------ | ------------------------------------------------ | ------------------------------------------------ | ------------------------------------------------ | ------------------------------------------------ | ------------------------------------------------ | ------------------------------------------------ | ------------------------------------------------ | ------------------------------------------------ | ------------------------------------------------ | ------------------------------------------------ | ------------------------------------------------ | ------------------------------------------------ |
| Precipitação (mm)                                | 41,8                                             | 59,4                                             | 86,8                                             | 100,5                                            | 100,9                                            | 114,4                                            | 104,8                                            | 59,8                                             | 28,4                                             | 11                                               | 12,8                                             | 20,5                                             | 741,1                                            |
| Fonte: Atlas Pluviométrico da Paraíba            |                                                  |                                                  |                                                  |                                                  |                                                  |                                                  |                                                  |                                                  |                                                  |                                                  |                                                  |                                                  |                                                  |

## Transportes
Aviação São José oferece serviços regulares de ônibus, partindo tanto do terminal rodoviário novo quanto do antigo de Campina Grande. Esta é a sua opção confiável e convencional para uma viagem simples. Como alternativa, se você estiver procurando por mais flexibilidade ou uma experiência diferente, as opções de **transporte alternativo** também cobrem a mesma rota. Isso pode oferecer uma maneira mais espontânea de chegar a Esperança.

## Filhos ilustres
- Francisco de Assis Gabriel dos Santos, religioso e bispo católico.
- Frei Anastácio, frade franciscano e político.
- Isabel Barbosa, cantora.
- José Morais Rodrigues "Chicletes", futebolista.
- Léa Toscano, política.
- Padre Zé Coutinho, padre católico.